# گیریم
گیریم (به لاتین: Gyerim) یک منطقهٔ مسکونی و جنگل در کره جنوبی است.